# La guerra contra la democracia
La guerra contra la democracia (The War on Democracy) es una película documental del año 2007 dirigida por Christopher Martin y John Pilger. Su título es una ironía al concepto de war on terrorism.

## Sinopsis
El documental se centra en la intromisión de los Estados Unidos en los asuntos políticos de Latinoamérica, gran parte de la temática se desarrolla alrededor de la figura de Hugo Chávez en Venezuela. Igualmente se describe la participación de la CIA en los golpes de estado contra Jacobo Árbenz en Guatemala y Salvador Allende en Chile. También se aborda el tema de la situación económica en Chile después de la dictadura de Augusto Pinochet y el ascenso de Evo Morales en Bolivia. La película fue lanzada en el Reino Unido el 15 de junio de 2007.

## Recepción
Peter Bradshaw escribió en The Guardian:
[Pilger] relata la triste historia de cómo los Estados Unidos de la posguerra se dispusieron a... [eliminar] a los nacionalizadores inconvenientes en los países pequeños, usando pretextos falsos inventados con la ayuda de los medios complacientes... Pilger no oculta su propia admiración por Chávez, un héroe bolivariano que ha tenido el descaro de sobrevivir sin doblegarse ante la poderosa superpotencia. Pero, ¿qué hay de la decisión de Chávez de eludir la Asamblea Nacional durante 18 meses y gobernar por decreto? Pilger lo pasa muy a la ligera. Tal vez piensa que cuestionar a Chávez en este punto sería hacerle el juego a los calumniadores. Quizás. Pero él está en abandono de su deber periodístico, de todos modos... Pero como sea que la posteridad represente a [Chávez], la verdad de la historia general de Pilger es bastante clara.
Andrew Billen escribió en The Times:
Desde cualquier punto de vista, su última salida fue una polémica impresionante, pero desde cualquier punto de vista, también, el cuestionamiento de Pilger al presidente Chávez fue una vergüenza ("Usted está profundamente comprometido con el pueblo de Venezuela. ¿De dónde viene eso?"). Incluso [el] New Statesman, en un reciente artículo de portada, ha sugerido que Chávez está a medio camino de convertirse en dictador. Todo lo que Pilger admitió entre paréntesis fue que Chávez "anunció recientemente poderes presidenciales temporales que eluden al parlamento".
James Walton en The Daily Telegraph pensó que si bien "Pilger enfatizó que la utopía potencial de Venezuela está amenazada", "hizo exactamente las mismas afirmaciones para Chávez que estaba haciendo para los sandinistas en Nicaragua" en la década de 1980. En el relato de Pilger sobre la participación de Estados Unidos en América Latina, Walton escribió, "si bien esta era la sección más conocida del programa, también era la más poderosa y persuasiva, porque, una vez que atacaba a sus malos, Pilger parecía debidamente terreno más sólido. Su recital, bastante pulido ahora, incluía capítulos y versos sobre la participación estadounidense en la tortura, las masacres y el terrorismo. Expuso (nuevamente) 'la mentira épica' de que esto se hizo por el bien de la democracia".